# Renate-Chotjewitz-Häfner-Förderpreis
Der Renate-Chotjewitz-Häfner-Förderpreis ist ein seit 2011 vergebener Literaturpreis, der einmal jährlich im November, dem Monat des Todes von Renate Chotjewitz-Häfner, „in Erinnerung an diese engagierte, kluge, manchmal widerborstige Künstlerin und Literatin“ verliehen wird. Testamentarisch stellte sie einen Geldbetrag für die Förderung von Autorinnen aus dem Frankfurter Raum zur Verfügung, womit dieser Preis dotiert wird. Im Rahmen der Verleihung halten die Autorinnen eine Lesung unter dem Motto „Zwischen Fluss und Skyline“.

## Preisträgerinnen
Dieser Literaturpreis wird ausschließlich an Autorinnen verliehen:
- 2011: Anna Rheinsberg
- 2012: Ulrike A. Kucera
- 2013: Nadja Einzmann
- 2014: Uschi Flacke
- 2015: Doris Lerche
- 2016: (Nicht vergeben)
- 2017: Ingrid Mylo
- 2018: Annegret Held